# Labeo nigricans
Labeo nigricans är en fiskart som beskrevs av Boulenger, 1911. Labeo nigricans ingår i släktet Labeo och familjen karpfiskar. IUCN kategoriserar arten globalt som otillräckligt studerad. Inga underarter finns listade i Catalogue of Life.